# Reputação de Machado de Assis

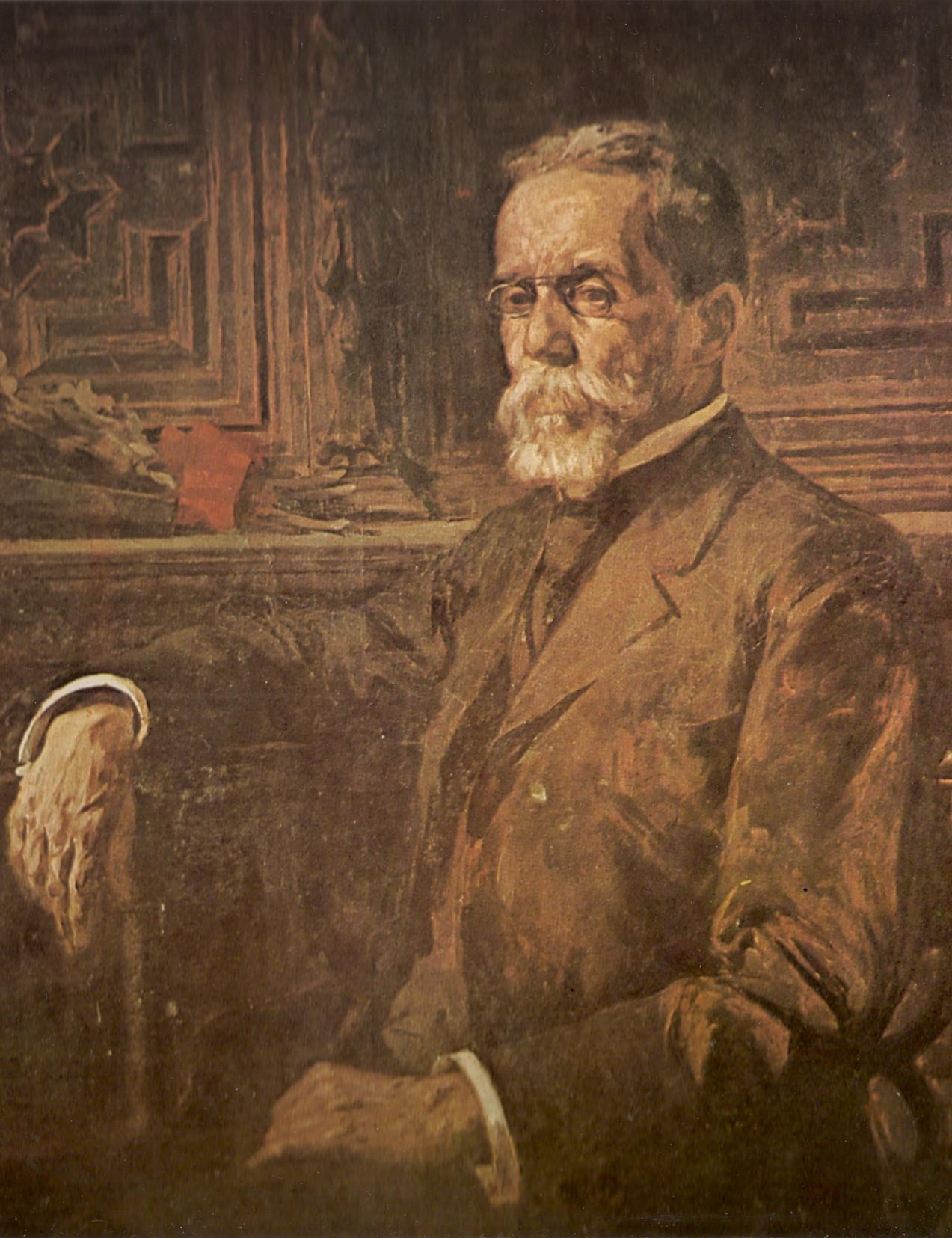
Machado de Assis c. 1905, pintado por Henrique Bernardelli.

A reputação de Machado de Assis refere-se ao prestígio de sua pessoa e de sua obra desde seu tempo de vida até os dias atuais. Sabe-se que Machado usufruiu de grande prestígio em vida, fato raro para um escritor na época. Desde cedo ganhou reconhecimento de Antônio de Almeida e José de Alencar, que liam-no através de suas crônicas e contos nas revistas e jornais cariocas. Em 1881, com a publicação de Memórias Póstumas..., Urbano Duarte escreveu que sua obra era "falsa, deficiente, sem nitidez, e sem colorido." Com o impacto inovador do volume, Capistrano de Abreu questionava se o livro era mesmo um romance, ao passo que um outro comentarista chamava-lhe "sem correspondência nas literaturas de ambos os países de língua portuguesa".
Em 1908, a publicação de História da Literatura Brasileira, de José Veríssimo, intensificou esta última perspectiva crítica posicionando Machado de Assis como o cume da literatura nacional: "a mais alta expressão do nosso gênero literário, a mais eminente figura da nossa literatura." Veríssimo entrou em conflito intelectual com Sílvio Romero, que também atribuía a Machado o título de maior escritor brasileiro, embora não notasse em seu trabalho uma maior expressividade. O Brasil do fim do século XIX e o Brasil no início do século XX eram precários nos meios gráficos e de difusão, todavia a obra machadiana alcançou distantes regiões do país: na primeira metade do século XX, intelectuais e escritores do Mato Grosso já liam Machado e apoiavam-se em seu estilo como grande influência estética.
Os modernistas de 22, no geral, consideravam-no com certas ressalvas, admitindo sua importância, mas descartando certos elementos de convencionalismos estéticos ou pessoais. Vejamos as conclusões de dois dos seus maiores expoentes nas letras. Mário de Andrade, por exemplo, por ocasião do centenário do nascimento de Machado de Assis, comemorado em 1939, escreveu três crônicas, onde considera que Machado produzira "apaixonante obra e do mais alto valor artístico, prazer estético de magnífica intensidade que me apaixona e que cultuo sem cessar", "deixou, em qualquer dos gêneros em que escreveu, obras-primas perfeitíssimas de forma e fundo", mas que detestaria tê-lo em seu convívio, provavelmente por ele ser um prosador "encastelado", tendo, segundo Mário, falhado em captar a vida do Rio de Janeiro como França Júnior, João do Rio e Lima Barreto, e mesmo a alma brasileira, como Gonçalves Dias, Castro Alves, o Aleijadinho, Almeida Júnior, Farias Brito e outros, e sobretudo por suas questões mal resolvidas de "mestiçamento", fazendo distinção entre autor e obra. Oswald de Andrade, outro nome de destaque do Modernismo, cujo estilo literário se insere, assim como o de Mário, na tradição experimental, metalinguística e citadina mais ou menos dialogável com a obra mais experimental de Machado de Assis, tinha Dom Casmurro como um de seus livros preferidos e encarava o escritor como um mestre do romance brasileiro, mas notou, nas suas memórias de 1954, quanto a suposta tentativa de Machado de se livrar da herança étnica: "Como bom preto, o grande Machado o que queria era se lavar das mazelas atribuídas à sua ascendência escrava. Fazia questão de impor rígidos costumes à instituição branca que dominava."
Enquanto Astrojildo Pereira preconizava o "nacionalismo" em Machado, Octávio Brandão desprezava a suposta ignorância que o escritor teria do socialismo científico de Marx e Engels. Desta época, destaca-se também a crítica de Augusto Meyer, para quem o uso do homem subterrâneo na obra machadiana é um meio em que ele encontrou para relativizar todas as certezas, e de Barreto Filho, que nota "o espírito trágico que enformaria a obra inteira de Machado, guiando os destinos para a loucura, o absurdo e, no melhor dos casos, a velhice solitária."
A revolução modernista durante o começo e o meio do século vinte aproveitou a obra de Machado em objetivos da vanguarda. Ela foi alvo de feministas da década de 1970, como Helen Caldwell, que enxergou a personagem feminina Capitu de Dom Casmurro como vítima das palavras do narrador-homem, mudando completamente a perspectiva que se tinha até então deste romance. Antonio Candido escreveu que a erudição, a elegância e o estilo vazada numa linguagem castiça contribuíram para a popularidade de Machado de Assis. Com estudos da sexualidade e a psique humana, bem como com o surgimento do existencialismo, atribuiu-se um certo psicologismo às suas obras, especialmente "O Alienista", muitas vezes comparando-as com as de Freud e Sartre. A partir dos anos 80 e seguinte, a obra machadiana ficou amplamente aberta para movimentos como a psicanálise, filosofia, relativismo e teoria literária, comprovando que é aberta a diversas interpretações e que nos  últimos tempos tem crescido um grande interesse em sua obra.
Chegando aos dias de hoje, com recentes traduções para outras línguas, nos últimos tempos ele tem sido considerado, por críticos e artistas do mundo inteiro, como um "gênio injustamente relegado à negligência mundial". Harold Bloom o posicionou entre os 100 maiores gênios da literatura universal e "o maior literato negro surgido até o presente". Sua obra tem sido estudada hoje em dia por críticos do mundo inteiro, tais como Giusepe Alpi (Itália), Lourdes Andreassi (Portugal), Albert Bagby Jr. (Estados Unidos), Abel Barros Baptista (Portugal), Hennio Morgan Birchal (Brasil), Edoardo Bizzarri (Itália), Jean-Michel Massa (França), Helen Caldwell (Estados Unidos), John Gledson (Inglaterra), Adrien Delpech (França), Albert Dessau (Alemanha), Paul B. Dixon (Estados Unidos), Keith Ellis (Estados Unidos), Edith Fowke (Canadá), Anatole France (França), Richard Graham (Estados Unidos), Pierre Hourcade (França), David Jackson (Estados Unidos), Linda Murphy Kelley (Estados Unidos), John C. Kinnear, Alfred Mac Adam (Estados Unidos), Victor Orban (França), Houwens Post (Itália), Samuel Putnam (Estados Unidos), John Hyde Schmitt, Tony Tanner (Inglaterra), Jack E. Tomlins (Estados Unidos), Carmelo Virgillo (Estados Unidos), Dieter Woll (Alemanha) e Susan Sontag (Estados Unidos).
No Brasil, são conhecidos os nomes de Afrânio Coutinho, Alcides Maia, Alfredo Bosi, Antonio Candido, Brito Broca, Domício Proença Filho, Eugênio Gomes, Hennio Morgan Birchal, José Aderaldo Castello, José Guilherme Merquior, José Leme Lopes, José Veríssimo, Lúcia Miguel Pereira, Marcos Almir Madeira, Plínio Doyle, Raimundo Faoro, Roberto Schwarz, Sérgio Buarque de Holanda, Sidney Chalhoub, Sílvio Romero etc. 
Gregory Rabassa analisa suas possíveis influências, acredita que Machado é um autor que "traduz a si mesmo" e que é sábio, e concorda com Bloom quando este posiciona Machado ao lado dos grandes da literatura universal, mas não concorda quando ele diz que Machado é um escritor negro: Rabassa acredita que Machado seja, acima disso, um escritor brasileiro. Outros o enxergam como o maior narrador da psicologia do escravismo, em obras como Memórias Póstumas de Brás Cubas. John Gledson, por exemplo, o considera um autor preocupado com as questões grandes e pequenas de sua época. Críticos recentes, como João Cézar de Castro Rocha, notam que o gênio de Machado constitui-se de severo estudo, trabalho, e de uma dedicação que "vai na contramão da cultura do fácil, do espontâneo, do improviso, que ainda predomina no Brasil."